# Катастрофа Іл-62 в Берліні
Катастрофа Іл-62 в Берліні — авіаційна катастрофа, що відбулася в суботу 17 червня 1989 року в аеропорту Берлін-Шенефельд з літаком Іл-62М компанії Interflug. В катастрофі загинули 22 людини.

## Літак
Іл-62М був випущений в 1988 році Казанським заводом і проданий в НДР.
Літак виконував пасажирський рейс з Берліна (НДР) в Москву (СРСР), на його борту перебували 10 членів екіпажу і 103 пасажири. Після отримання дозволу на зліт рейс літак почав розгін по смузі, при досягненні швидкості підйому носової стійки командир зрозумів, що підйому не відбулось, після чого було прийнято рішення перервати зліт. На цей час швидкість становила 220 км/год. Командир наказав бортінженерові активувати реверс, однак бортінженер помилково перевів всі двигуни на режим малого газу та не випустив спойлери, через що гальмівний ефект був недостатнім. В результаті Іл-62 на великій швидкості викотився за межі злітної смуги, врізався в резервуар з водою, пробив лісосмугу і палаючим викотився на кукурудзяне поле.
Служби аеропорту не помітили аварії, тому пораненим спочатку доводилося добиратися до лікарень на попутному транспорті. В результаті катастрофи загинув 21 пасажир та 1 людина на землі.